# Rambaldo IV di Collalto
Rambaldo IV di Collalto (prima del 1077 – dopo il 1091) è stato un nobile italiano appartenente al casato dei Collalto.

## Biografia
Figlio del conte Rambaldo III di Collalto, ottenne nel 1077 dall’Imperatore Enrico IV i diritti feudali sui territori della Sinistra Piave, tra Colfosco e il Montello, per controllare i guadi sul fiume, ed 
in particolare il passo sul fiume Piave tra il Col di Guardia ed il Montello. Sposò Metilda, figlia di Burgundo marchese di Borgogna, e viene ricordato per l'ultima volta in un documento del 1091.

## Discendenza
- Ensedisio I di Collalto (floruit 1110-1126), conte in Treviso;
- Rambaldo V di Collalto (floruit 1120), conte in Treviso;
- Guidone II di Collalto o Guidotto o Widotto (floruit 1116), conte in Treviso;
- Valfredo di Collalto (floruit 1120), conte di Colfosco, sposa Adelaide contessa di Zumelle figlia di Adalfredo, barone;
- Metilda di Collalto, sposa Gabriele I da Camino. Secondo altri figlia di Ensedisio I di Collalto.